# Јелах-Поље
Јелах-Поље је насељено мјесто у Босни и Херцеговини у Општини Тешањ које административно припада Федерацији Босне и Херцеговине. Према попису становништва из 1991. у насељу је живјело 1.009 становника.

## Становништво
| Националност       | 1991.        |
| Муслимани          | 856 (84,83%) |
| Хрвати             | 83 (8,22%)   |
| Срби               | 7 (0,69%)    |
| Југословени        | 36 (3,56%)   |
| остали и непознато | 27 (2,67%)   |
| Укупно             | 1.009        |

Јелах-Поље као самостално насељено мјесто постоји од пописа 1991. године.